# Soulfire
Soulfire è il settimo album discografico di Steven Van Zandt pubblicato a maggio 2017.
È stato arrangiato e prodotto da Steven Van Zandt nel suo studio di New York, coprodotto da Geoff Sanoff (Fountains of Wayne, Stephen Colbert) e dal chitarrista Marc Ribler

## Tracce
1. Soulfire
2. I’m Coming Back
3. Blues Is My Business
4. I Saw The Light
5. Some Things Just Don’t Change
6. Love On The Wrong Side Of Town
7. The City Weeps Tonight
8. Down and Out in New York City
9. Standing In The Line Of Fire
10. Saint Valentine’s Day
11. I Don’t Want To Go Home
12. Ride The Night Away